# Элвис Костелло
Де́клан Па́трик Макма́нус (англ. Declan Patrick MacManus; 25 августа 1954, Лондон), более известный как Э́лвис Косте́лло (англ. Elvis Costello) — британский певец и композитор, оказавший большое влияние на развитие современной поп-музыки. Поначалу будучи участником паб-рок-сцены, к концу 1970-х годов он стал одним из самых популярных исполнителей новой волны, а впоследствии получил репутацию, возможно, самого авторитетного автора-исполнителя после Боба Дилана. Семь альбомов Элвиса Костелло входили в UK Top 20, а Brutal Youth (1994) поднялся до #2. Самыми успешными синглами этого исполнителя были «I Can’t Stand Up For Falling Down» (#4, 1980) и «A Good Year for the Roses» (#6, 1981). В 2004 году имя музыканта было внесено в список 50 величайших исполнителей всех времён по версии журнала Rolling Stone.

## Ранние годы
Деклан Макманус провел детские годы в Твикенхэме и Хэнслоу (где учился в католической средней школе). Музыкой он заинтересовался под влиянием своего отца, Росса Макмануса, с которым дебютировал на телевидении (в рекламе прохладительного напитка). В 1971 году вместе с матерью он переехал в Биркинхед (там он образовал свою первую группу, Rusty) затем в Ливерпуль, где окончил среднюю школу Эвертона. Вернувшись в Лондон, Деклан Макманус собрал группу Flip City, игравшую в стиле близком к паб-року, где выступал уже под псевдонимом Ди Пи Костелло (D.P. Costello), взяв для него девичью фамилию своей матери, а имя — в честь Элвиса Пресли.

## 1977—1982
25 марта 1977 года на Stiff Records вышел первый сингл Элвиса Костелло «Less Than Zero», за которым два месяца спустя последовал дебютный альбом My Aim Is True. Несмотря на умеренный коммерческий успех (#14 в Британии), пластинка обратила на себя внимание рок-критиков оригинальными аранжировками и остроумными текстами. Элвиса Костелло объявили «первым поэтом панк-рока» (титул этот в историческом контексте с ним делят Патрик Фицджеральд и Джон Купер Кларк), хотя панком он никогда не был, в большей степени соответствуя более старомодному определению: «рассерженные молодые люди». Аккомпанировал певцу ансамбль рутс-рока Clover (с Хьюи Льюисом на гармонике), из-за чего во многих песнях (в частности, в «Alison») прослушиваются мотивы кантри и фолк-рока.
Неудовлетворенный не очень энергичным звучанием, никак не соответствовавшим его собственному эмоциональному, желчно-саркастичному стилю и образу, Костелло в том же году собрал постоянную группу The Attractions, в состав которой вошли клавишник Стив Нив (англ. Steve Nieve, урожденный Стив Нейсон, англ. Steve Nason), бас-гитарист Брюс Томас (англ. Bruce Thomas) и однофамилец последнего Пит Томас (ударные). Сингл «Watching The Detectives» (записанный Нивом и ритм-секцией Гулдинг-Боднар из Graham Parker & The Rumour) стал их первым большим хитом в Британии. В декабре 1977 года Костелло и The Attractions выступили в программе Saturday Night Live (в последний момент заменив The Sex Pistols), а по завершении гастролей в составе легендарного Stiff-тура (позже документированного сборником Live Stiffs) записали второй альбом This Year’s Model (1978), самыми известными песнями которого оказались британский хит «(I Don’t Want To Go To) Chelsea» и «Pump It Up». Лишь после этого артистом заинтересовались в США: результатом американской поездки стал бутлег «Live at the El Mocambo» (официально выпущенный в составе бокс-сета 2½ Years в 1993 году). Именно во время этих концертов у Костелло начался роман с моделью Биби Бьюэлл (матерью актрисы Лив Тайлер), который продолжался до 1984 года и вдохновил его на самые чувственные баллады.

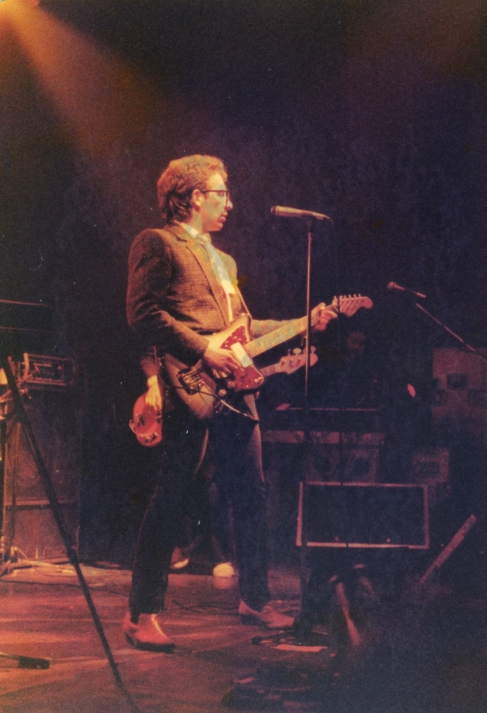
Выступление в Кардиффе, 1979

Armed Forces (рабочее название которого, «Emotional Fascism», попало лишь на внутренний конверт) ознаменовал коммерческий пик всей карьеры Костелло. Сам альбом (записанный Ником Лоу) и сингл из него «Oliver’s Army» поднялись в Британии до 2-го места. В том же 1979 году Костелло дебютировал и на продюсерском поприще, приняв участие в работе над первым альбом ска-группы The Specials.
Get Happy!!, в котором отчетливо прослушиваются мотивы музыки соул (синглом из него был выпущен «I Can’t Stand Up For Falling Down», темповая версия хита дуэта Sam & Dave), стал первым в серии стилистически разнообразных альбомов. Пластинка записывалась урывками в ходе непрерывных гастролей и в состоянии стресса, который Элвис Костелло пытался безуспешно снять алкоголем. Поворот от радикализма «новой волны» к более консервативным жанрам привел к разрыву со значительной частью прежней аудитории.
За альбомом Trust, вошедшим в топ-10 хит-парада Великобритании и топ-30 США, последовал сборник кантри-каверов Almost Blue. Предвкушая возможную реакцию фанов, Костелло поместил на обложку следующее предупреждение: «Внимание! Этот альбом содержит кантри-энд-вестерн и может оскорбить чувства наиболее узколобых слушателей». Неожиданно для него самого сингл «Good Year For The Roses» (хит Джорджа Джонса, написанный Джерри Чеснатом) стал британским хитом.

## 1982—1984
Альбом Imperial Bedroom (1982) оказался мрачнее и основательнее предыдущих трех: продюсер Джефф Эмерик, в качестве звукоинженера работавший с The Beatles, перевел Костелло в прежде неведомую для того область: барокко-поп. Коммерческих лавров этот мелодично-приглушенный альбом автору не снискал, но специалистами считается одним из лучших в его карьере. Альбом Punch the Clock, записанный Клайвом Лэнгером и Аланом Уинстенли, с одной стороны вернул Костелло к эквилибристике жанрового попурри, с другой — оказался насыщен серьёзными политическими заявлениями.
Возможно, самая знаменитая здесь песня, «Shipbuilding» (с выдающимся соло Чета Бейкера), повествовала о любопытном противоречии Фолклендской войны, которая при всей своей одиозности, обеспечила работой тысячи британских докеров. За несколько месяцев до появления на альбоме Костелло «Shipbuilding» была записана Робертом Вайаттом (экс-Soft Machine) и в этой версии, при немалой поддержке Джона Пила стала инди-чарттоппером. Другой острополитический трек, «Pills And Soap», выпущенный под псевдонимом The Imposter) содержал открытые нападки на Тэтчер и её внутреннюю политику, что не могло не вызвать скандал в преддверии всеобщих выборов 1983 года (тем более, что, судя по их результатам, премьер-министр пользовалась в то время широкой общественной поддержкой). Столь же спорным оказался видеоклип к «Everyday I Write the Book» (сингл стал хитом во многих странах мира), где живописуется домашняя ссора супружеской четы, внешне похожей на Принца Чарльза и Принцессу Диану.
К 1984 году трения внутри коллектива (особенно между Томасами, составлявшими ритм-секцию) оказались невыносимы: Костелло распустил состав и объявил об уходе со сцены, выпустив Goodbye Cruel World. О качестве материала пластинки красноречиво свидетельствует тот факт, что в 1995 году на перевыпущенном издании Костелло обратился к фэнам с такими словами: «Мои поздравления! Вы только что купили наш худший альбом!» При всем обилии критики, обрушившейся на альбом, в нём были и сильные песни: одна из них, «The Comedians», позже была исполнена Роем Орбисоном (отчасти переписавшим текст). Краткосрочный отдых Костелло ознаменовался выходом двух сборников: европейского (Elvis Costello: The Man) и американского (The Very Best of Elvis Costello & the Attractions).

## 1985—1992
После выступления Костелло на «Live Aid» (1985) с битловской «All You Need is Love» возобновились разговоры о том, что группу свою ему давно пора бы и распустить. В том же году он со старым приятелем Ти-Боун Бёрнеттом под общим псевдонимом The Coward Brothers выпустил сингл «The People’s Limousine». В ходе работы в качестве студийного продюсера над альбомом «Rum, Sodomy, and the Lash» ирландской группы The Pogues он познакомился со своей будущей второй женой Кейт О’Риордан, бас-гитаристкой этого коллектива. Оба эти проекта свидетельствовали о том, что Элвис Костелло постепенно превращается в исполнителя рутс-рока, и King of America (записанный без Attractions и выпущенный под названием Costello Show) подтвердил эти подозрения. Вышедший в 1986 году Blood and Chocolate ознаменовал временное воссоединение Элвиса Костелло с Attractions и продюсером Ником Лоу.
В 1987 году Костелло пересмотрел условия контракта с Warner Bros. Records и начал сотрудничество с Полом Маккартни, реализовавшееся в альбоме Spike, сингл из которого, «Veronica», поднялся в США до 19-го места. Столь же разнообразным (хотя и более мрачным) оказался и следующий альбом, Mighty Like a Rose, за которым последовал опус в жанре современной классической музыки The Juliet Letters, записанный с Brodsky Quartet. Примерно в то же время Костелло написал весь материал для альбома Now Ain’t the Time for Your Tears бывшей вокалистки Transvision Vamp Уэнди Джеймс, а кроме того передал права на свой ранний каталог (от «My Aim Is True» до «Blood and Chocolate») компании Rykodisc Records.

## 1993 —
Для работы над Brutal Youth Костелло вновь пригласил музыкантов группы The Attractions, с которыми провел и мировое турне 1994—1995 годов. Затем последовали два сборника: давно лежавший «на полке» Kojak Variety и All This Useless Beauty, в котором были собраны композиции Костелло, прежде исполнявшиеся другими артистами. Материал Painted from Memory, записанный в сотрудничестве с Бёртом Бакараком (позже появилась джазовая версия, созданная с Биллом Фризеллом) был представлен мировой аудитории в ходе мирового тура Lonely World (при участии Стива Нива).

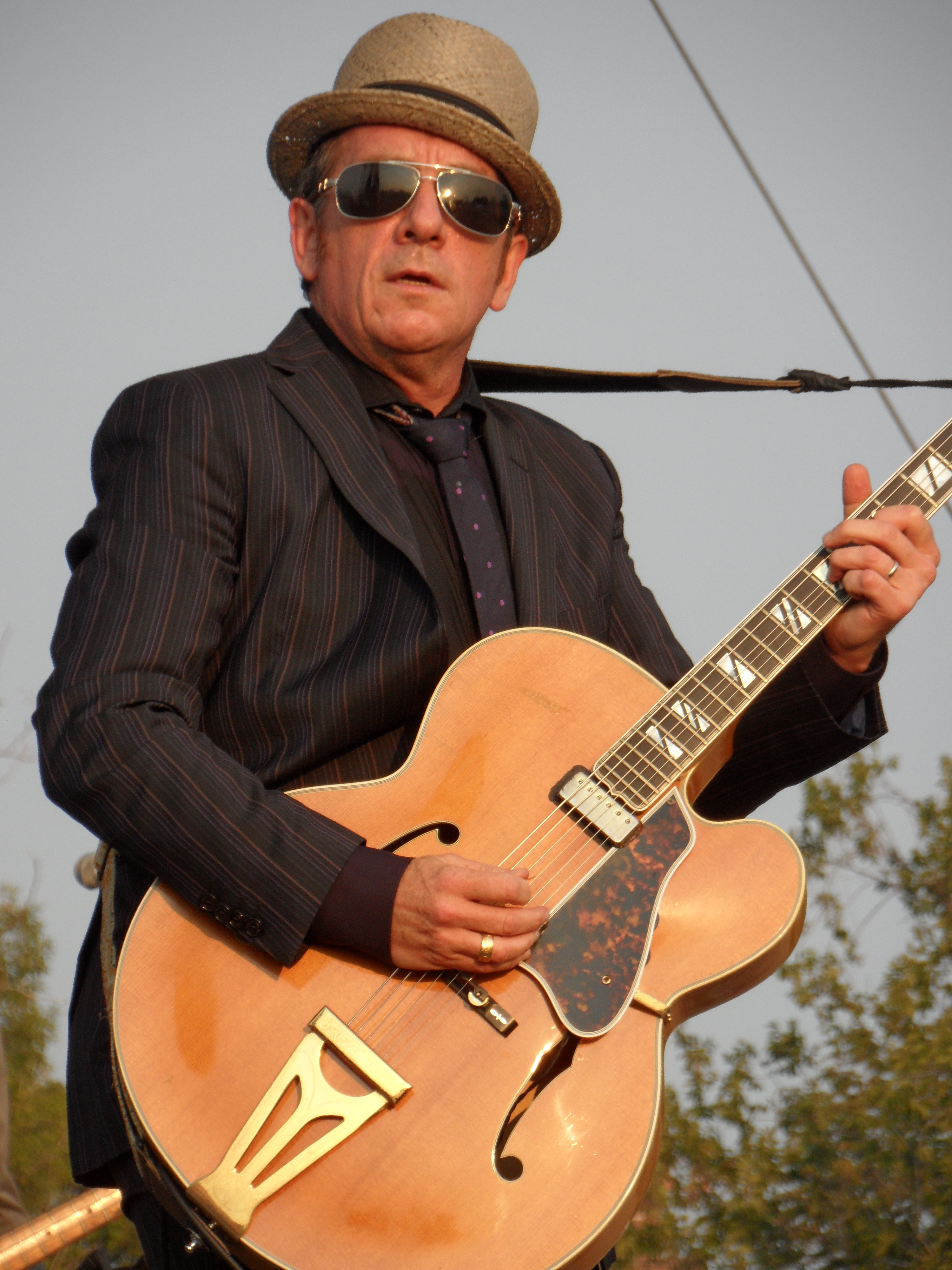
Элвис Костелло. Райот фест. Чикаго. 2012

Сборник The Very Best of Elvis Costello вышел уже на Universal Records где, в результате слияний, оказался контракт Костелло. Компания приложила немало усилий к рекламе альбома, но дала понять, что впредь делать этого не намерена. Ожидая истечения контракта, Элвис Костелло занялся побочными проектами, один из которых был реализован в сотрудничестве со шведской оперной певицей Анной Софией фон Оттер: их совместный альбом поп-стандартов вышел на Deutsche Grammophon в марте 2001 года.
2 июня 2009 года на Hear Records вышел альбом Элвиса Костелло Secret, Profane & Sugarcane, записанный в Нэшвилле с продюсером Ти-Боун Бёрнеттом и ознаменовавший очередное возвращение к музыке кантри. В числе приглашённых участников были нэшвилльские музыканты: Стюарт Дункан (скрипка), Джерри Дуглас (добро), Майк Комптон (мандолина).
В 2010 появился альбом National Ransom, который также продюсировал Ти-Боун Бёрнетт.
В сентябре 2013 года вышел альбом Wise Up Ghost, совместная работа с хип-хоп-группой The Roots, первоначально задуманная как коллекция переработанных песен из обширного каталога Элвиса Костелло. В результате был записан абсолютно новый материал.

## Личная жизнь
Личная жизнь Элвиса Костелло часто скрыта от корреспондентов.
В октябре 1984 года во время совместного тура с The Pogues Костелло познакомился с Кэйт О’Риордан, являвшейся в то время бас-гитаристкой этой группы. В 1986 они обменялись кольцами, но официально женаты никогда не были. Кейт участвовала в концертных выступлениях Костелло и в записи нескольких дисков. Отношения прекратились в сентябре 2002.
В декабре 2003 года Элвис Костелло женился на джазовой пианистке и певице Дайане Кролл. Свадьба проходила в замке Элтона Джона в Суррее.

## Дискография

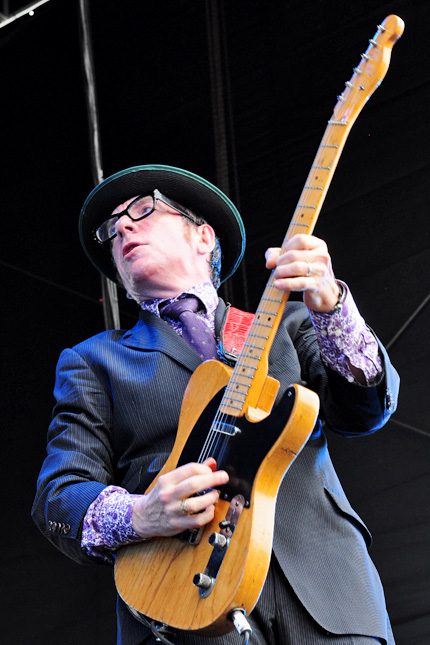
Выступление в Fremantle Park, 2011 год

#### Студийные альбомы
- 1977 — My Aim Is True
- 1978 — This Year’s Model
- 1979 — Armed Forces
- 1980 — Get Happy!
- 1981 — Trust
- 1981 — Almost Blue
- 1982 — Imperial Bedroom
- 1983 — Punch the Clock
- 1984 — Goodbye Cruel World
- 1986 — Blood & Chocolate
- 1986 — King of America
- 1991 — Mighty Like a Rose
- 1989 — Spike
- 1993 — The Juliet Letters
- 1994 — Brutal Youth
- 1995 — Kojak Variety (альбом каверов)
- 1996 — All This Useless Beauty
- 1998 — Painted from Memory
- 2002 — When I Was Cruel
- 2003 — North
- 2004 — The Delivery Man
- 2006 — The River in Reverse[14]
- 2008 — Momofuku
- 2009 — Secret, Profane & Sugarcane
- 2010 — National Ransom
- 2013 — Wise Up Ghost (с The Roots)
- 2018 — Look Now
- 2020 — Hey Clockface
- 2022 — The Boy Named If

#### Концертные альбомы
- 1980 — Ten Bloody Marys & Ten How’s Your Fathers
- 1993 — Live at the El Mocambo

#### Сборники
- 1980 — Taking Liberties
- 1987 — Out of Our Idiot
- 1989 — Girls Girls Girls
- 1997 — Extreme Honey — The Very Best
- 2002 — Cruel Smile
- 2007 — Rock and Roll Music

#### Мини-альбомы
- 2019 — Purse

| 1977                                                                        | «Less Than Zero»                                  | EC         | -   | -   | -  | - | My Aim Is True                          |
| 1977                                                                        | «Alison»                                          | EC         | -   | -   | -  | - | My Aim Is True                          |
| 1977                                                                        | «(The Angels Wanna Wear My) Red Shoes»            | EC         | -   | -   | -  | - | My Aim Is True                          |
| 1977                                                                        | «Watching the Detectives»                         | EC         | 15  | 108 | -  | - | My Aim Is True (американская версия)    |
| 1978                                                                        | «(I Don’t Want to Go To) Chelsea»                 | EC+ATT     | 16  | -   | -  | - | This Year’s Model (британская версия)   |
| 1978                                                                        | «Pump It Up»                                      | EC+ATT     | 24  | -   | -  | - | This Year’s Model                       |
| 1978                                                                        | «Radio Radio»                                     | EC+ATT     | 29  | -   | -  | - | This Year’s Model (американская версия) |
| 1979                                                                        | «Oliver's Army»                                   | EC+ATT     | 2   | -   | -  | - | Armed Forces                            |
| 1979                                                                        | «Accidents Will Happen»                           | EC+ATT     | 28  | 101 | -  | - | Armed Forces                            |
| 1980                                                                        | «I Can’t Stand Up for Falling Down»               | EC+ATT     | 4   | -   | -  | - | Get Happy!!                             |
| 1980                                                                        | «High Fidelity»                                   | EC+ATT     | 30  | -   | -  | - | Get Happy!!                             |
| 1980                                                                        | «New Amsterdam»                                   | EC         | 36  | -   | -  | - | Get Happy!!                             |
| 1980                                                                        | «Clubland»                                        | EC+ATT     | 60  | -   | -  | - | Trust                                   |
| 1981                                                                        | «From a Whisper to a Scream»                      | EC+ATT     | -   | -   | 46 | - | Trust                                   |
| 1981                                                                        | «Watch Your Step» (только в США)                  | EC+ATT     | -   | -   | -  | - | Trust                                   |
| 1981                                                                        | «A Good Year for the Roses»                       | EC+ATT     | 6   | -   | -  | - | Almost Blue                             |
| 1981                                                                        | «Sweet Dreams»                                    | EC+ATT     | 42  | -   | -  | - | Almost Blue                             |
| 1982                                                                        | «I’m Your Toy»                                    | EC+ATT+RPO | 51  | -   | -  | - | Almost Blue, перевыпуск                 |
| 1982                                                                        | «You Little Fool»                                 | EC+ATT     | 52  | -   | -  | - | Imperial Bedroom                        |
| 1982                                                                        | «Man Out Of Time»                                 | EC+ATT     | 58  | -   | -  | - | Imperial Bedroom                        |
| 1982                                                                        | «From Head to Toe»                                | EC+ATT     | 43  | -   | -  | - | Imperial Bedroom reissue                |
| 1982                                                                        | «Party Party»                                     | EC+ATT     | 48  | -   | -  | - | Party Party OST                         |
| 1983                                                                        | «Pills and Soap»                                  | IMP        | 16  | -   | -  | - | Punch the Clock                         |
| 1983                                                                        | «Everyday I Write the Book»                       | EC+ATT     | 28  | 36  | 33 | - | Punch the Clock                         |
| 1983                                                                        | «Let Them All Talk»                               | EC+ATT     | 59  | -   | -  | - | Punch the Clock                         |
| 1984                                                                        | «Peace In Our Time»                               | IMP        | 48  | -   | -  | - | Goodbye Cruel World                     |
| 1984                                                                        | «I Wanna Be Loved» / «Turning The Town Red»       | EC+ATT     | 25  | -   | -  | - | Goodbye Cruel World                     |
| 1984                                                                        | «The Only Flame in Town»                          | EC+ATT     | 71  | 56  | 44 | - | Goodbye Cruel World                     |
| 1985                                                                        | «Green Shirt»                                     | EC+ATT     | 68  | -   | -  | - | Armed Forces                            |
| 1985                                                                        | «The People’s Limousine»                          | TCB        | -   | -   | -  | - | King of America, перевыпуск             |
| 1986                                                                        | «Don’t Let Me Be Misunderstood»                   | TCS        | 33  | -   | 38 | - | King of America                         |
| 1986                                                                        | «Seven Day Weekend»                               | JC+EC+ATT  | -   | -   | -  | - | Blood and Chocolate, перевыпуск         |
| 1986                                                                        | «Lovable» (только в США                           | TCS        | -   | -   | -  | - | King of America                         |
| 1986                                                                        | «Tokyo Storm Warning»                             | EC+ATT     | 73  | -   | -  | - | Blood and Chocolate                     |
| 1986                                                                        | «I Want You»                                      | EC+ATT     | 79  | -   | -  | - | Blood and Chocolate                     |
| 1987                                                                        | «Blue Chair»                                      | EC         | 94  | -   | -  | - | Blood and Chocolate reissue             |
| 1987                                                                        | «A Town Called Big Nothing»                       | TMG        | -   | -   | -  | - | Blood and Chocolate reissue             |
| 1989                                                                        | «Veronica»                                        | EC         | 31  | 19  | 10 | 1 | Spike                                   |
| 1989                                                                        | «Baby Plays Around»                               | EC         | 65  | -   | -  | - | Spike                                   |
| 1989                                                                        | «…This Town…»                                     | EC         | -   | -   | 41 | 4 | Spike                                   |
| 1991                                                                        | «The Other Side of Summer»                        | EC         | 43  | -   | 40 | 1 | Mighty Like a Rose                      |
| 1991                                                                        | «So Like Candy»                                   | EC         | -   | -   | -  | - | Mighty Like a Rose                      |
| 1993                                                                        | «Jacksons, Monk & Rowe»                           | EC+BQ      | -   | -   | -  | - | The Juliet Letters                      |
| 1994                                                                        | «Sulky Girl»                                      | EC         | 22  | -   | -  | - | Brutal Youth                            |
| 1994                                                                        | «13 Steps Lead Down»                              | EC         | 59  | 115 | -  | 6 | Brutal Youth                            |
| 1994                                                                        | «You Tripped at Every Step»                       | EC+ATT     | 83  | -   | -  | - | Brutal Youth                            |
| 1994                                                                        | «London’s Brilliant Parade»                       | EC+ATT     | 48  | -   | -  | - | Brutal Youth                            |
| 1996                                                                        | «It’s Time»                                       | EC+ATT     | 58  | -   | -  | - | All This Useless Beauty                 |
| 1996                                                                        | «Little Atoms»                                    | EC+ATT     | 95  | -   | -  | - | All This Useless Beauty                 |
| 1996                                                                        | «The Other End Of The Telescope»                  | EC+ATT     | 96  | -   | -  | - | All This Useless Beauty                 |
| 1996                                                                        | «Distorted Angel»                                 | EC+ATT     | -   | -   | -  | - | All This Useless Beauty                 |
| 1996                                                                        | «All This Useless Beauty»                         | EC+ATT     | 96  | -   | -  | - | All This Useless Beauty                 |
| 1996                                                                        | «You Bowed Down» (только в США)                   | EC+ATT     | -   | -   | -  | - | All This Useless Beauty                 |
| 1999                                                                        | «Toledo»                                          | EC+BB      | 72  | -   | -  | - | Painted from Memory                     |
| 1999                                                                        | «She»                                             | EC         | 19  | -   | -  | - | Notting Hill Soundtrack                 |
| 2002                                                                        | «Tear Off Your Own Head (It’s a Doll Revolution)» | EC         | 58  | -   | -  | - | When I Was Cruel                        |
| 2002                                                                        | «45»                                              | EC         | 92  | -   | -  | - | When I Was Cruel                        |
| 2003                                                                        | «Smile» (японский релиз)                          | EC         | -   | -   | -  | - | Cruel Smile                             |
| 2004                                                                        | «Monkey to Man»                                   | EC+IMP     | -   | -   | -  | - | The Delivery Man                        |
| 2005                                                                        | «Brilliant Mistake»                               | EC         | 222 | -   | -  | - | King of America                         |
| Сокращения в графе «Исполнитель»: - Elvis Costello & The Imposters — EC+IMP |                                                   |            |     |     |    |   |                                         |